# Dusona momoii
Dusona momoii là một loài tò vò trong họ Ichneumonidae.